# Chicoloapan de Juárez
Chicoloapan de Juárez är en stad och huvudort för Chicoloapan kommun i centrala Mexiko. Staden är belägen i delstaten Mexiko och ingår i Mexico Citys storstadsområde och hade 172 919 invånare vid folkmätningen 2010.